# Chrysops zayasi
Chrysops zayasi är en tvåvingeart som beskrevs av Joseph Charles Bequaert 1946. Chrysops zayasi ingår i släktet Chrysops och familjen bromsar. Inga underarter finns listade i Catalogue of Life.